# فرنسيس بلانش
فرنسيس بلانش (بالفرنسية: Francis Blanche)‏
```
هو 
كاتب سيناريو
 
وشاعر
 
وممثل
 
فرنسي
، ولد في 20 يوليو 1921 في 
فرنسا
، وتوفي بنفس المكان في 6 يوليو 1974 بسبب 
نوبة قلبية
.
[
6
]
```

## أعمال

### أفلام
- (1964) الزنبقة السوداء

## وصلات خارجية
- فرنسيس بلانش على موقع IMDb (الإنجليزية)
- فرنسيس بلانش على موقع ألو سيني (الفرنسية)
- فرنسيس بلانش على موقع ميوزك برينز (الإنجليزية)
- فرنسيس بلانش على موقع أول موفي (الإنجليزية)
- فرنسيس بلانش على موقع قاعدة بيانات برودواي على الإنترنت (الإنجليزية)
- فرنسيس بلانش على موقع قاعدة بيانات الأفلام السويدية (السويدية)
- فرنسيس بلانش على موقع ديسكوغز (الإنجليزية)
- فرنسيس بلانش على موقع قاعدة بيانات الفيلم (الإنجليزية)
- فرنسيس بلانش على موقع كينوبويسك (الروسية)